# Blacksnake
Blacksnake, Black Snake, She-me-ne-to ou Shemeneto était un chef shawnee durant la guerre d'indépendance des États-Unis. Successeur de Pucksinwah (père de Tecumseh), il mena les guerriers de sa tribu lors de l'expédition Crawford (1782).